# Барсбюттель
Барсбюттель (нім. Barsbüttel) — громада в Німеччині, розташована в землі Шлезвіг-Гольштейн. Входить до складу району Штормарн.
Площа — 24,68 км2. Населення становить 12 873 ос. (станом на 31 грудня 2020).